# Hernán Brienza
Hernán Leandro Brienza (Buenos Aires, 11 de febrero de 1971) es un periodista, escritor, politólogo, ensayista e historiador argentino.
Es autor de más de diez libros, entre ellos, uno de poesías.
Durante el Gobierno de Alberto Fernández fue titular del Instituto Nacional de Capacitación Política.

## Biografía
Brienza estudió Ciencia Política en la Universidad de Buenos Aires y Periodismo en Taller Escuela Agencia.
Comenzó escribiendo notas policiales en los diarios
La Prensa (también en la sección Internacionales),
Perfil (donde fue testigo visual del cadáver del empresario Alfredo Yabrán, en mayo de 1998) y
la revista Impacto.
Al año siguiente, trabajó en las agencias de noticias por internet de El Sitio y UOL.
En 1999, ingresó como redactor en la sección Política y Cultura de la revista Tres Puntos y en 2003 en la revista TXT (en las áreas de Sociedad y Artes). En 2008, fue subeditor de la sección Cultura del diario Crítica y entre 2010 y 2015 fue columnista político de los domingos en el diario Tiempo Argentino.
Colaboró también en las revistas 
Caras y Caretas,
Ñ (suplemento cultural del diario Clarín),
Le Monde Diplomatique.
Acción,
Bacanal y 
Contraeditorial, entre otras.
En 2003 publicó su primer trabajo importante de investigación, Maldito tú eres: el caso Von Wernich, acerca del sacerdote neonazi Christian Von Wernich, quien había sido capellán de la Policía de la Provincia de Buenos Aires durante la dictadura cívico-militar (1976-1983). Tras ese trabajo, se ubicó en Chile a Von Wernich, que ejercía su profesión de sacerdote católico bajo una identidad falsa. Von Wernich fue extraditado a Argentina, donde fue juzgado por crímenes de lesa humanidad y está preso condenado a reclusión perpetua.
Fue docente de Política Nacional en Taller Escuela Agencia
y de Fuentes de Información y Práctica Periodística en la Universidad de Palermo.
Dictó el Seminario de Historia del Pensamiento Nacional Argentino, en la facultad de Ciencia Política en la UBA y en la Facultad de Periodismo de La Plata. Actualmente, da cursos privados sobre historia argentina.
Fue miembro de grado del Instituto de Revisionismo Histórico Iberoamericano Manuel Dorrego.
En 2010, la presidenta argentina Cristina Fernández de Kirchner, vía Twitter, le recomendó al presidente venezolano Hugo Chávez, la lectura del libro de Hernán Brienza El loco Dorrego (publicado en 2007 y que hasta la actualidad lleva más de 10 ediciones vendidas). Pocas semanas después, Chávez empezó a leer algunos párrafos en su programa de televisión Aló presidente y en los actos partidarios en su país.
El 14 de septiembre de 2013, Hernán Brienza entrevistó a Cristina Kirchner, en ocasión de una serie de reportajes que la expresidenta argentina administró a través de medios públicos. El reportaje fue difundido en simultáneo por la TV Pública y por Radio Nacional.

Creo que la entrevista fue abriéndose, fue tomando muchísimo más color, se me escapó un tuteo, no debería haberla tuteado, pero cuando fuimos a lo personal, me dio la impresión de que estaba hablando con una mujer que era presidenta, y no con la presidenta de la Nación.
Hernán Brienza

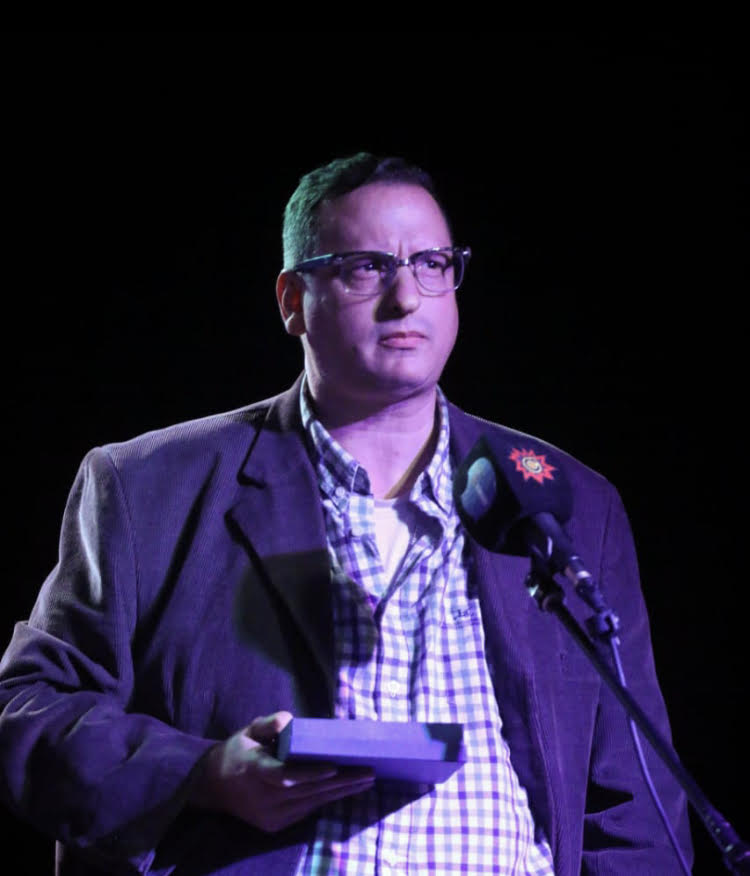

Hernán Brienza trabajo en Radio Nacional (entre 2008 y 2015 como columnista político en varios programas) en Radio Caput (donde fue conductor del programa Periodista Depuesto) y FM La Patriada.
Su pensamiento y su trabajo está enmarcado dentro de la corriente nacional y popular argentina, que incluye al peronismo como principal experiencia política. En 2015 se presentó en la lista de candidatos a parlamentarios del Mercosur del Frente para la Victoria.

## Obras
- Maldito tú eres - El caso Von Wernich: iglesia y represión ilegal (1ª edición). Marea Editorial. 2003. ISBN 978-987-21109-0-1.
- Alfredo Palacios: primer diputado socialista (1ª edición). Capital Intelectual. 2006. ISBN 978-987-1181-62-9. Biografía de Alfredo Palacios. Colección Fundadores de la Izquierda Argentina - Nro 1.[6]
- John William Cooke: el peronismo revolucionario (1ª edición). Capital Intelectual. 2006. ISBN 978-987-1181-66-7. Biografía de John William Cooke. Colección Fundadores de la Izquierda Argentina - Nro 3.[2]
- Silvio Frondizi: un francotirador marxista (1ª edición). Capital Intelectual. 2006. ISBN 978-987-1181-67-4. Biografía de Nahuel Moreno. Colección Fundadores de la Izquierda Argentina - Nro 4.
- Camilo Torres: sacristán de la guerrilla (1ª edición). Capital Intelectual. 2006. ISBN 978-987-614-018-8. Biografía de Camilo Torres Restrepo. Colección Fundadores de la izquierda latinoamericana - Nro 5.[7]
- Mario Santucho: la guerrilla de izquierda (1ª edición). Capital Intelectual. 2006. ISBN 978-987-1181-88-9. Biografía de Mario Santucho. Colección Fundadores de la Izquierda Argentina - Nro 8.[2]
- Nahuel Moreno: el trotskismo criollo (1ª edición). Capital Intelectual. 2006. ISBN 978-987-1181-94-0. Biografía de Nahuel Moreno. Colección Fundadores de la Izquierda Argentina - Nro 9.[2]
- Che Guevara: desde la histórica altura (1ª edición). Capital Intelectual. 2007. ISBN 978-987-614-005-8. Biografía de Ernesto "Che" Guevara. Colección Fundadores de la izquierda latinoamericana - Nro 1.[8]
- Emiliano Zapata: insurrección a la mexicana (1ª edición). Capital Intelectual. 2007. ISBN 978-987-614-033-1. Biografía de Emiliano Zapata. Colección Fundadores de la izquierda latinoamericana - Nro 9.[7]
- Farabundo Martí: rebelión en el patio trasero (1ª edición). Capital Intelectual. 2007. ISBN 978-987-614-034-8. Biografía de Farabundo Martí. Colección Fundadores de la izquierda latinoamericana - Nro 12.[7]
- El loco Dorrego: el último revolucionario (1ª edición). Marea Editorial. 2007. ISBN 978-987-1307-00-5.
- Los buscadores del Santo Grial en la Argentina (1ª edición). Sudamericana. 2009. ISBN 978-950-07-3071-6.
- Valientes: crónicas de coraje y patriotismo en la Argentina del siglo XIX (1ª edición). Marea Editorial. 2010. ISBN 978-987-1307-36-4.
- Exodo jujeño - La gesta de Manuel Belgrano y un pueblo para construir una Nación (1ª edición). Aguilar, Altea, Taurus, Alfaguara. 2012. ISBN 978-987-04-2578-6.
- El otro 17 (1ª edición). Capital Intelectual. 2012. ISBN 978-987-614-393-6. (Fragmento en Le Monde Diplomatique.[9])
- En el campo las espinas: crónicas de un país fantasmal (1ª edición). Recovecos. 2013. ISBN 978-987-1963-23-2.
- La democracia de los bárbaros (1ª edición). Marea Editorial. 2013. ISBN 978-987-1307-85-2.
- El Golem de Marechal: Megafón o el ser nacional (1ª edición). Marea Editorial. 2015. ISBN 978-987-3783-22-7.
- Urquiza, el salvaje (1° edición) Aguilar 2017. ISBN 978-987-735-157-6.
- La Argentina Imaginada (1° edición) Aguilar 2019. ISBN 978-987-735-224-5.
- La terrible sonrisa del vencido. Poesía. (1° edición) Ediciones Lamás Medula, 2020. ISBN 978-987-3956-43-0.
- ¿Para qué sirvió el peronismo? Once ideas para comprender su existencia. Editorial Planeta, 2024.
- José Espejo. El Guardián de Evita. Editorial GES, 2024.

## Vida personal
Es hincha de River Plate.